# Décima primeira cúpula do BRICS
A décima primeira cúpula do BRICS ou décima primeira cimeira do BRICS foi a reunião da cúpula anual dos principais países e governos dos membros do BRICS. 
A capital federal do país anfitrião, o Brasil, recebeu os países-membros nos dias 13 e 14 de novembro de 2019. Brasília sediou o evento pela segunda vez. O grupo é formado por cinco grandes países emergentes - Brasil, Rússia, Índia, China e África do Sul - que, juntos, representam cerca de 42% da população mundial, 23% do PIB mundial, 30% do território mundial e 18% do comércio mundial.

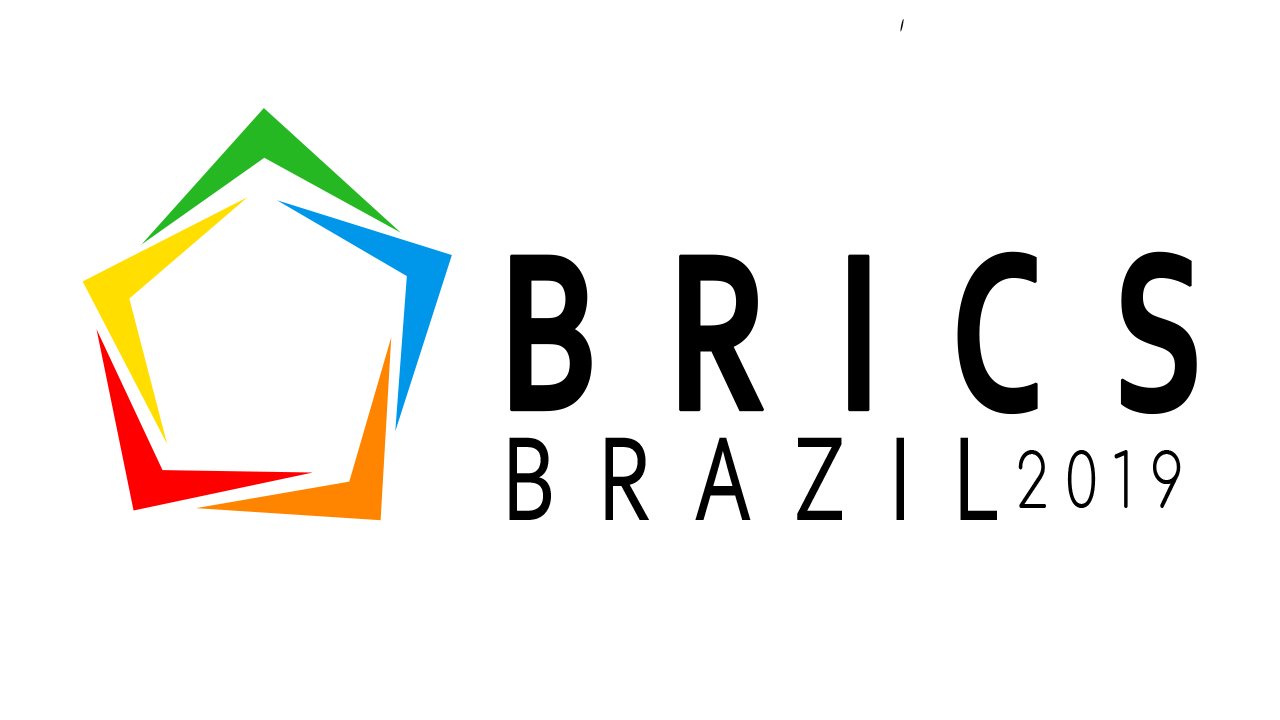
Logo da cúpula dos BRICS 2019.

O tema da XI cúpula foi "BRICS: crescimento econômico para um futuro inovador".

## Participantes

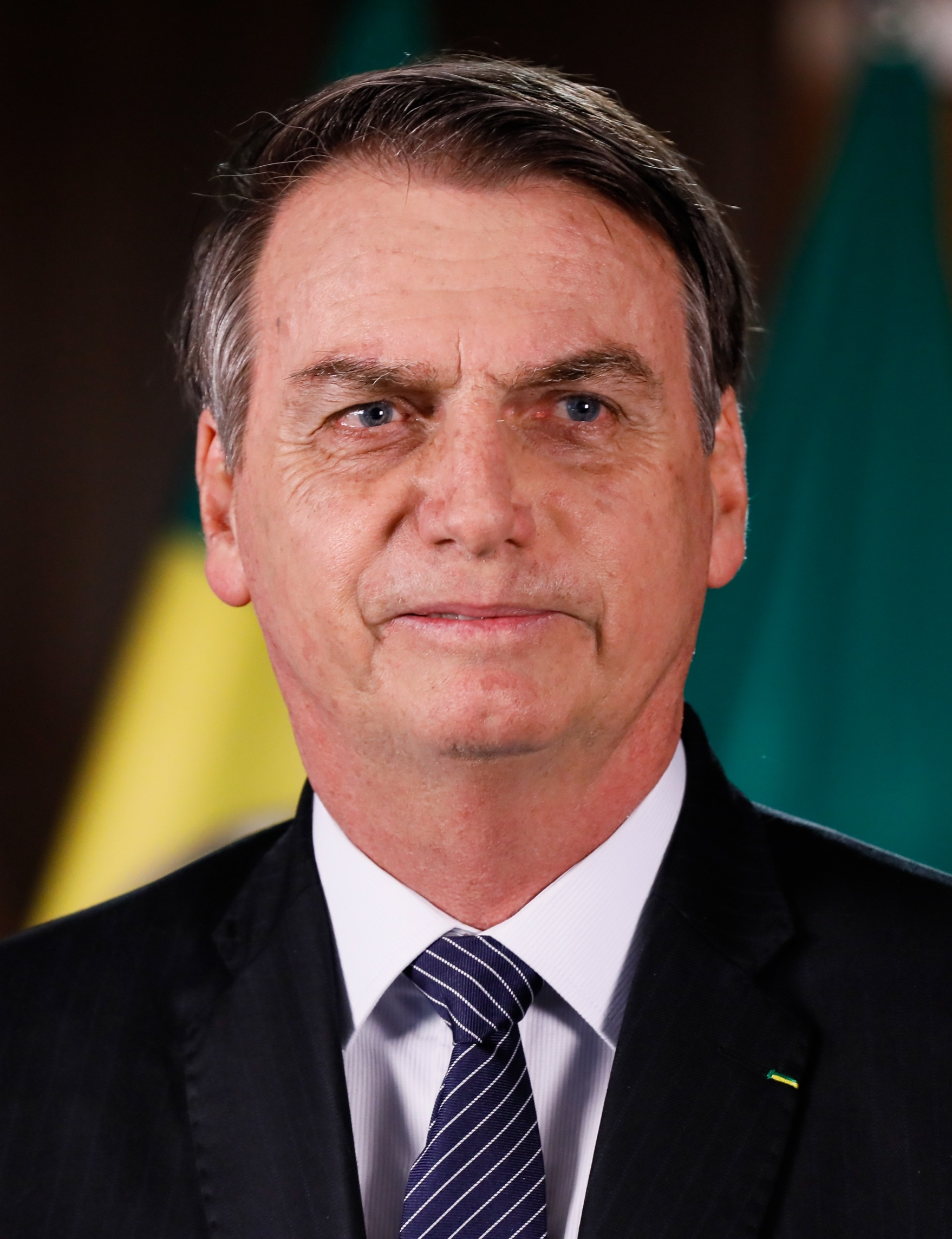
BRA Jair Bolsonaro, Presidente (anfitrião)
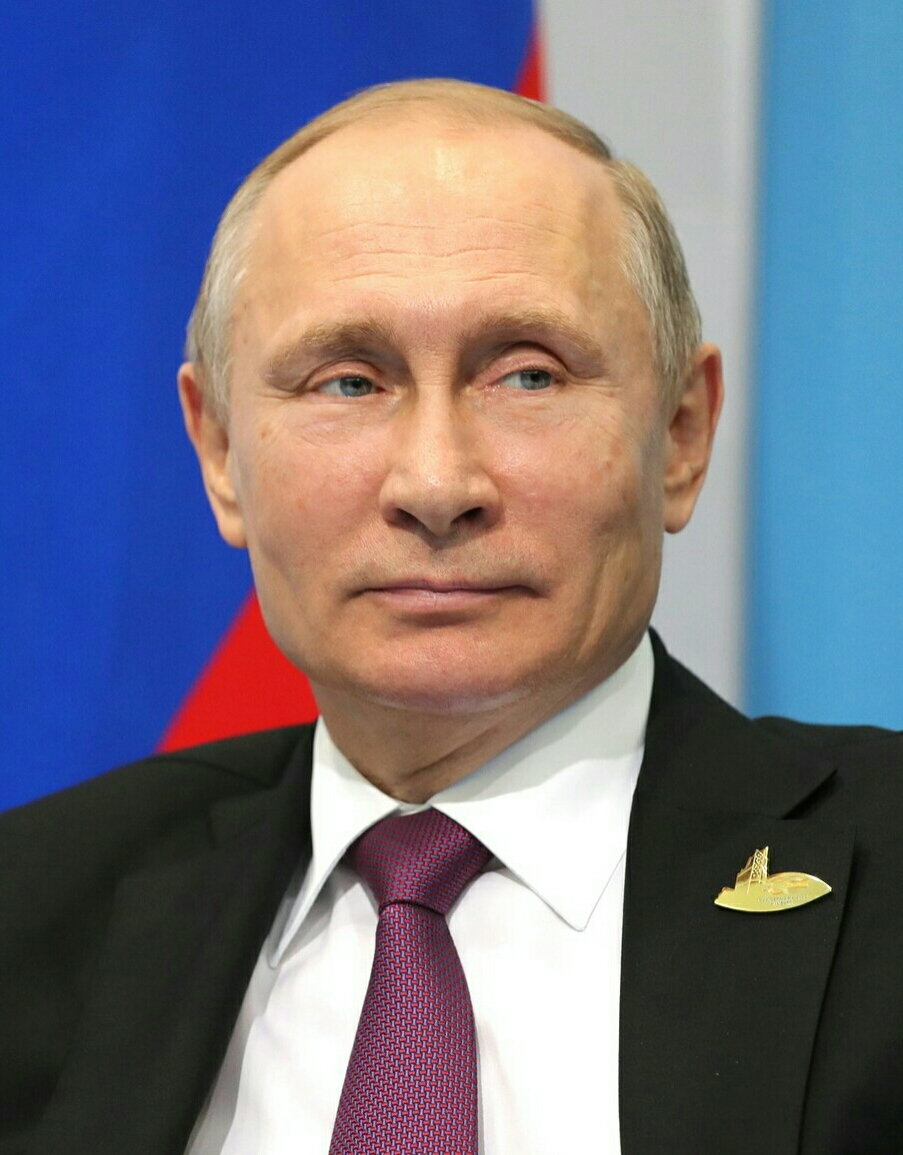
RUS Vladimir Putin, Presidente
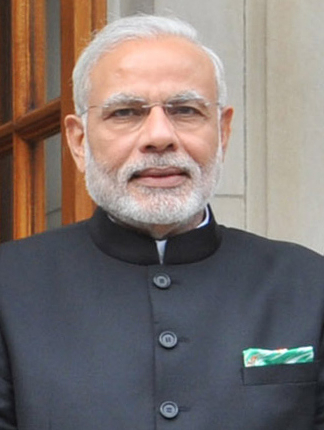
IND Narendra Modi, Primeiro-ministro
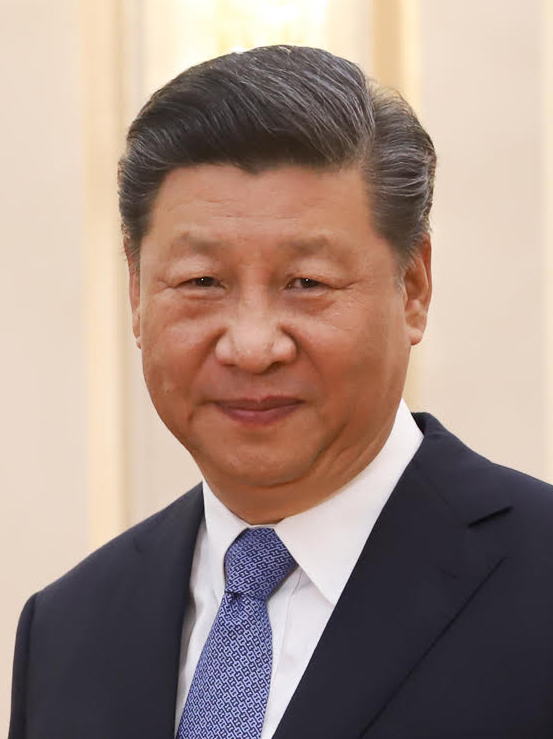
CHN Xi Jinping, Presidente
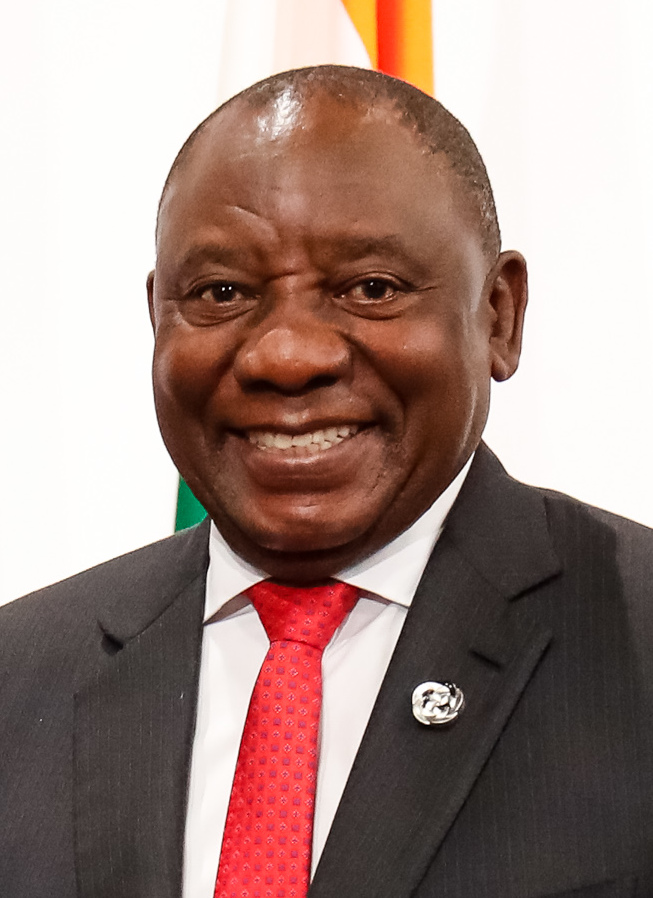
SAF Cyril Ramaphosa, Presidente

- Brasil
Jair Bolsonaro, Presidente (anfitrião)
- Rússia
Vladimir Putin, Presidente
- Índia
Narendra Modi,  Primeiro-ministro
- China
Xi Jinping, Presidente
- África do Sul
Cyril Ramaphosa, Presidente